# Dimo Kostov (lottatore)
Dimo Kostov (in bulgaro Димо Костов?; Rogozinovo, 17 marzo 1947) è un ex lottatore bulgaro, specializzato nella lotta libera.

## Palmarès
- Giochi olimpici

Montréal 1976: bronzi nei pesi massimi